# Alexander Borissowitsch Schelesnjakow
Alexander Borissowitsch Schelesnjakow (russisch Александр Борисович Железняков; * 28. Januar 1957 in Leningrad) ist ein russischer Raketen- und Raumfahrttechniker im Bereich Entwicklung und Produktion. Er ist außerdem Schriftsteller und Journalist.

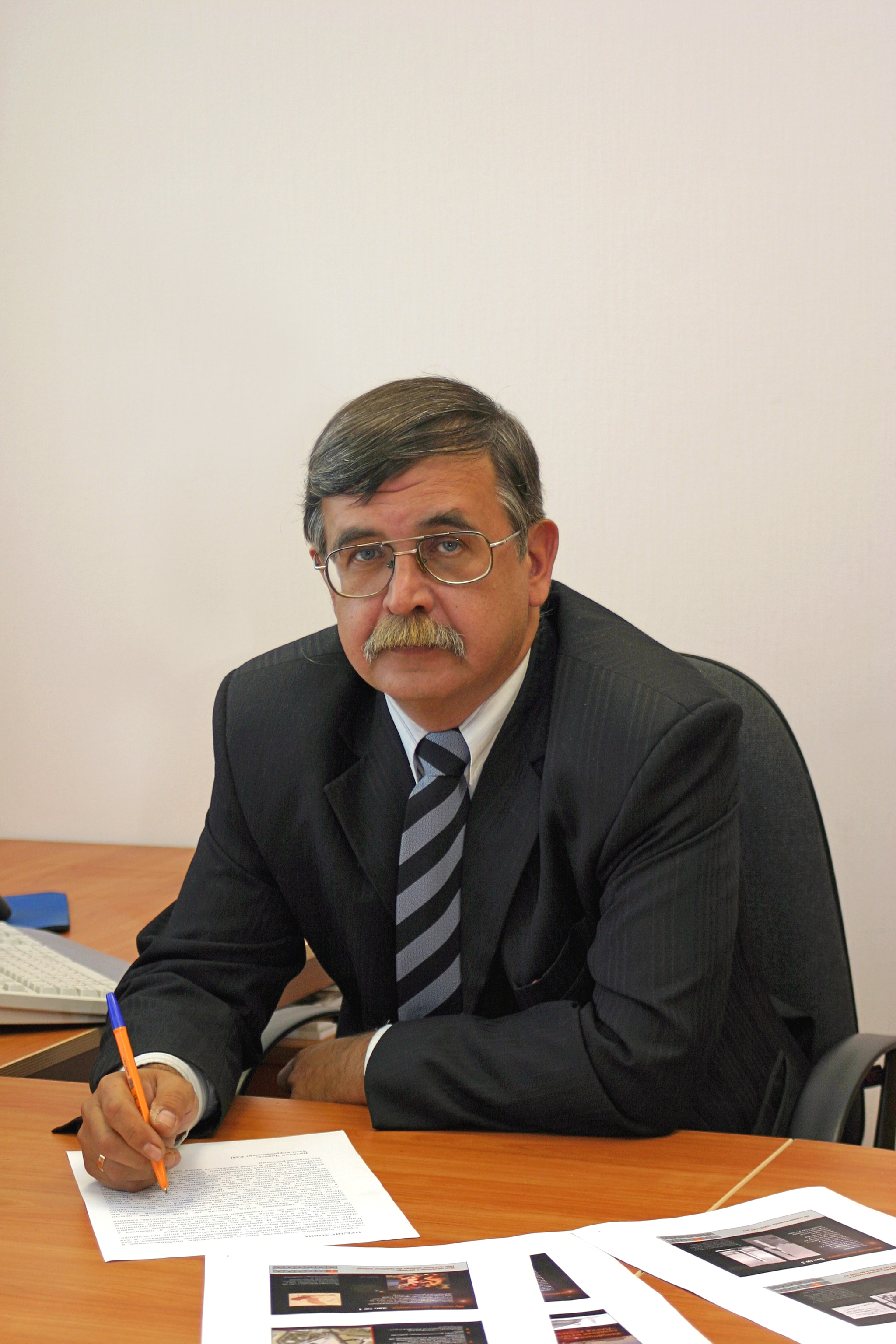
Alexander Borissowitsch Schelesnjakow

## Leben
Schelesnjakow graduierte im Jahr 1980 am Polytechnischen Institut Kalinin (jetzt Staatliche Polytechnische Universität) in Leningrad als Ingenieur-Physiker. Er ist korrespondierendes Mitglied der Russischen Akademie für Raumfahrt „K.E. Ziolkowski“ und war als Ingenieur zwischen 1980 und 1981 im Leningrader Wissenschaftlichen Produktionsbetrieb NPO Impuls beschäftigt.
Von 1983 bis 1989 arbeitete er im wissenschaftlichen Produktionsverein „Krasnaya Zarya“ als Ingenieur, Senior-Ingenieur, Assistent der Abteilungsleitung und Abteilungsleiter. Zwischen 1989 und 2001 arbeitete er im experimentellen Planungsbüro Raduga (heute Forschungs- und Entwicklungsunternehmen) als Abteilungsleiter, Leiter des Zentrums, stellvertretender Generaldirektor und schließlich als Generaldirektor. Später arbeitete er als Direktor, Berater und Hauptkonstrukteur beim Zentralen Institut für Robotik und Kybernetik (englisch CRDI RTC) des Russischen Staatlichen Zentrums für Wirtschaft. Seit 2007 arbeitet Schelesnjakow in beratender Tätigkeit für den Präsidenten des Raumfahrtkonzerns RKK Energija. Schelesnjakow ist Präsident der Stiftung für Bildungs- und Wissenschaftsförderung in St. Petersburg.
Parallel zu seinem Beruf ist Alexander Schelesnjakow literarisch tätig; er setzt sich für eine stärkere Popularität nationaler und internationaler Errungenschaften in der Raumfahrt ein. Seine erste Veröffentlichung erfolgte am 15. März 1989. Seither verfasste er dreizehn Bücher und mehrere hundert Artikel. Schelesnjakow veröffentlicht unter den Pseudonymen „Aleksander Jurkewitsch“, „Aleksander Borisow“, „Konstantin Iwanow“, „A.Zh.“ und „K.I.“.
Er ist Mitglied der Russischen Astronautischen Föderation, des Verbands Russischer Schriftsteller, der Internationalen Journalistenföderation (IJF) und des Verbands der Schriftsteller aus St. Petersburg.

## Auszeichnungen
- Medaille Verdienstorden für das Vaterland II. Grades (2007)
- Medaille 300 Jahre St. Petersburg (2003)
- Medaille des Roskosmos (russische Luft- und Raumfahrtagentur) aus Anlass des vierzigjährigen Jubiläums der Raumfahrt von Juri Gagarin
- „Verdienstmedaillen“ der Russischen Astronautischen Föderation, benannt nach „K. Ziolkowski“, „Yu. Kondratyuk“, „S. Koroljow“, „W. Gluschko“, „M. Jangel“, „W. Tereschkowa“
- Medaille M. Jangel der Ukrainischen Nationalen Raumfahrtagentur
- Laureat des Literaturpreises A.R. Belyaeva

## Publikationen
- Die Sowjetische Raumfahrt: Chronik der Notfälle und Katastrophen, St. Petersburg 1998.
- Chroniken der Raumära. Jahrgang 1957, St. Petersburg 2002.
- Chroniken der Raumära. Jahrgang 1958, St. Petersburg 2002.
- Raketenabsturz während des Starts, St. Petersburg 2003.
- Chroniken der Raumära. Jahrgang 1959, St. Petersburg 2003.
- Chroniken der Raumära. Jahrgang 1960, St. Petersburg 2003.
- Chroniken der Raumära. Jahrgang 1961, St. Petersburg 2004.
- Das Geheimnis der Raketenunfälle, Moskau 2004.
- Raumstation „Mir“: vom Triumph zu..., St. Petersburg 2006.
- Chroniken der Raumära. Jahrgang 1962, St. Petersburg, 2006
- Der geheimnisvolle Kosmos. Mythen und Phantome im Orbit, Moskau 2006.
- Sex im Weltraum, St. Petersburg 2008.
- Die Hauptlinie: Gedichte, St. Petersburg 2009.